# Wolfgang Groß
Wolfgang Groß (30 de marzo de 1954) es un deportista de la RDA que compitió en remo como timonel. Ganó dos medallas en el Campeonato Mundial de Remo, oro en 1974 y plata 1975.

## Palmarés internacional
| Campeonato Mundial | Campeonato Mundial       | Campeonato Mundial | Campeonato Mundial |
| Año                | Lugar                    | Medalla            | Prueba             |
| ------------------ | ------------------------ | ------------------ | ------------------ |
| 1974               | Lucerna (Suiza)          | Medalla de oro     | Cuatro con timonel |
| 1975               | Nottingham (Reino Unido) | Medalla de plata   | Cuatro con timonel |